# Fredrik Dahlström
Fredrik Dahlström, född den 1 november 1971, är en svensk före detta fotbollsspelare som representerade Malmö FF, Djurgårdens IF och Assyriska FF.

## Spelarkarriär

### Malmö FF
Dahlström växte upp i Höllviken och spelade med Höllvikens GIF tills han var 20 år. Han värvades då av Malmö FF, inför Allsvenskan 1992. Under vårsäsongen var Dahlström återkommande i startelvan, men när MFF på sommaren ersatte tränaren Bob Houghton med Viggo Jensen fick Dahlström allt mindre speltid. Han var dock en pålitlig målskytt i reservlaget och jobbade sig tillbaka in i startelvan till Allsvenskan 1993.
Säsongen började bra med två mål i premiären mot IK Brage, men under hösten fick Dahlström efter arton raka starter och för få mål göra plats för tonårige talangen Jörgen Pettersson.
Efter lite regelbunden speltid under 1994 och 1995 flyttade Dahlström, likt lagkamraten Stefan Alvén gjort året tidigare, till Djurgårdens IF.

### Djurgårdens IF
Med Djurgården vann han division 1 norra 1998 och spelade Intertotocupen 1996.

### Assyriska FF
Dahlström flyttade efter säsongen 1999 till Assyriska FF, där han återförenades med sin före detta tränare i Malmö FF, Rolf Zetterlund. Efter en säsong lämnade han Assyriska för att fokusera på sin karriär som marknadsekonom.

## Efter spelarkarriären
Dahlström har studerat vid Bosön idrottsfolkhögskola och Påhlmans handelsinstitut.
Han var mellan 2022 och 2023 tränare för Värmdö IF:s A-lag.

## Statistik
| Klubb          | Säsong         | Liga             | Liga    | Liga | Liga   | Europaspel | Europaspel | Övrigt  | Övrigt | Totalt  | Totalt |
| Klubb          | Säsong         | Division         | Matcher | Mål  | Assist | Matcher    | Mål        | Matcher | Mål    | Matcher | Mål    |
| -------------- | -------------- | ---------------- | ------- | ---- | ------ | ---------- | ---------- | ------- | ------ | ------- | ------ |
| Malmö FF       | 1992           | Allsvenskan      | 5       | 0    | ?      | -          | -          | -       | -      | 5       | ?      |
| Malmö FF       | 1993           | Allsvenskan      | 20      | 4    | ?      | -          | -          | -       | -      | 20      | ?      |
| Malmö FF       | 1994           | Allsvenskan      | 20      | 4    | ?      | -          | -          | -       | -      | 20      | 4      |
| Malmö FF       | 1995           | Allsvenskan      | 15      | 3    | ?      | 1          | 0          | -       | -      | 16      | 3      |
| Malmö FF       | Totalt         | Totalt           | 60      | 11   | 0      | 1          | 0          | -       | -      | 61      | 11     |
| Djurgårdens IF | 1996           | Allsvenskan      | 19      | 5    | 1      | 4          | 5          | -       | -      | 23      | 10     |
| Djurgårdens IF | 1997           | Division 1 Norra | 25      | 14   | ?      | -          | -          | 2       | 1      | 27      | 15     |
| Djurgårdens IF | 1998           | Division 1 Norra | 25      | 16   | 4      | -          | -          | -       | -      | 25      | 16     |
| Djurgårdens IF | 1999           | Allsvenskan      | 22      | 3    | 2      | -          | -          | -       | -      | 22      | 3      |
| Djurgårdens IF | Totalt         | Totalt           | 93      | 39   | 7      | 4          | 5          | 2       | 1      | 97      | 44     |
| Assyriska FF   | 2000           | Superettan       | 24      | 6    | ?      | -          | -          | -       | -      | 24      | 6      |
| Assyriska FF   | Totalt         | Totalt           | 24      | 6    | 0      | -          | -          | -       | -      | 24      | 6      |
| Hela karriären | Hela karriären | Hela karriären   | 177     | 56   | 7      | 5          | 5          | 2       | 1      | 182     | 61     |